# Taenaris laius
Taenaris laius är en fjärilsart som beskrevs av Brooks 1944. Taenaris laius ingår i släktet Taenaris och familjen praktfjärilar. Inga underarter finns listade i Catalogue of Life.